# Norra Grängesbergsgatan
Norra Grängesbergsgatan är en gata i Malmö som sträcker sig från Amiralsgatan till Augustenborgsparken i bostadsområdet Augustenborg, där den avslutas som en återvändsgata. Den korsar bland annat Lönngatan. Norr om Amiralsgatan fortsätter Norra Grängesbersgatan i Östra Farmvägen. Gatan har varit lika förknippad med kriminalitet och svartklubbar som den har varit med kultur och gentrifiering. Norra Grängesbergsgatan har kallats för Malmös coolaste gata.
Norra Grängesbergsgatan kallas i folkmun också Norra Gränges eller NGBG, och innefattar oftast även sidogator och kvarteren runt gatan.

## Historia
Norra Grängesbergsgatan namngavs 1932 som Grängesbergsgatan och sträckte sig då från Amiralsgatan till Lönngatan. Inför byggandet av bostadsområdet Augustenborg planlades en fortsättning av gatan söderut till Ystadvägen. Då de båda delarna vid denna tidpunkt åtskildes av Ystadbanan beslutade man 1948 att ändra namnet på den befintliga sträckningen till Norra Grängesbergsgatan och att förlängningen skulle erhålla namnet Södra Grängesbergsgatan. Avsikten var dock att hela sträckningen skulle återfå namnet Grängesbergsgatan när järnvägen flyttats därifrån. Detta genomfördes dock ej och 1977 delades Södra Grängesbergsgatan vid Augustenborgsparken så att sträckan norr om denna erhöll namnet Norra Grängesbergsgatan, medan sträckan söder om nämnda park fick behålla namnet Södra Grängesbergsgatan.
Norra Grängesbergsgatan är till stor del bebyggd med äldre industribyggnader och när industrierna runt 90-talet lämnade gatan blev lokalerna istället använda av kriminella nätverk för svartklubbar och MC-klubbar. Men på grund av de låga hyrorna blev de också attraktiva för föreningsliv och kulturliv och såklart andra verksamheter. Biltvättar och bilverkstäder är till exempel ingen ovanlig syn längs gatan.

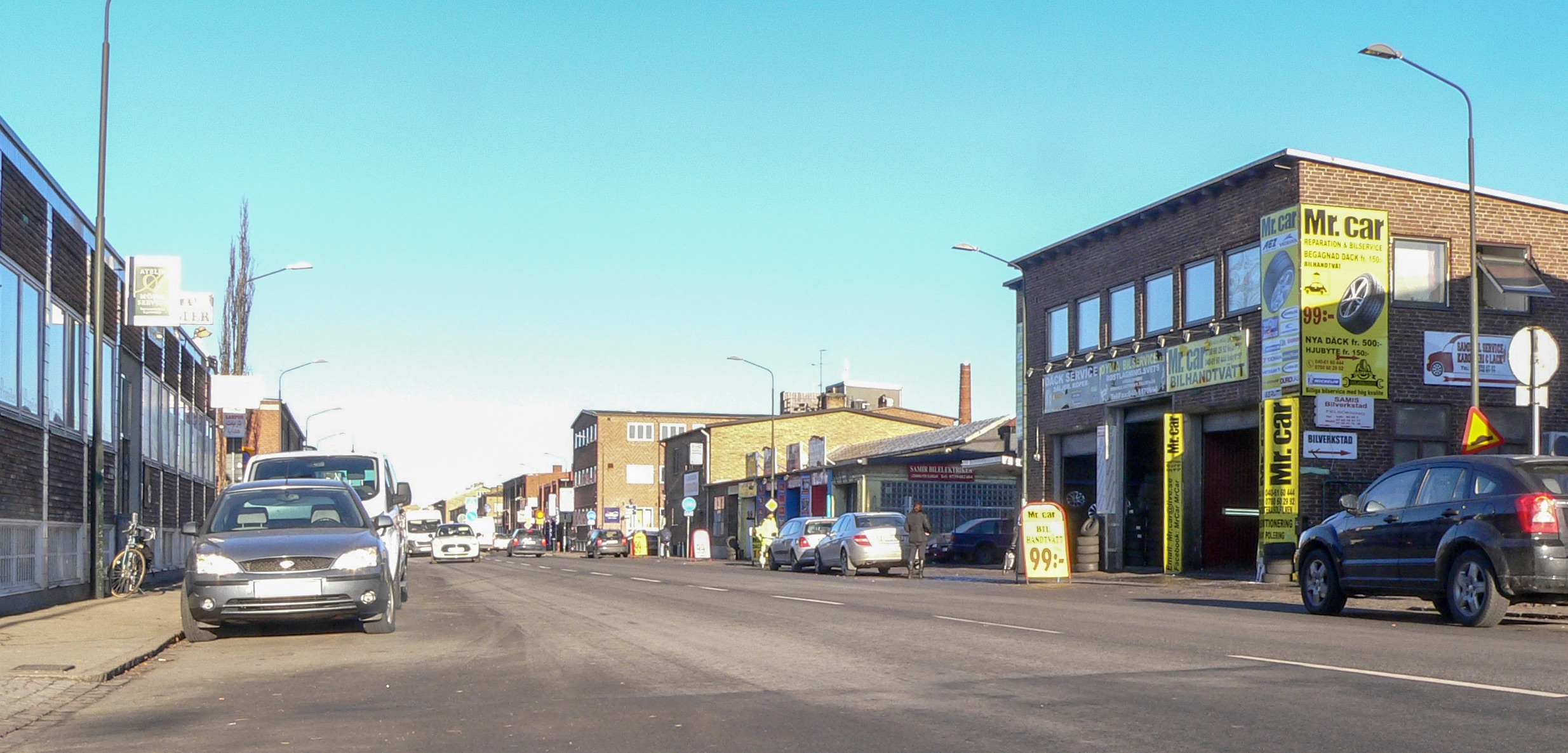
Norra Grängesbergsgatan mot norr sedd från Västanforsgatan. Östra sidan av gatan domineras helt av bilverkstäder.

## Kultur
Under 2000-talet blev föreningslivet på Norra Grängesbergsgatan mer framträdande och även om gatan drabbades av skjutningar, sprängningar, stora gängbråk och mordbrand på en moské så började man år 2018 få bukt på problemen.
Man började stänga ner svartklubbarna (som nu drevs av föreningslivet istället för kriminella) genom att trycka på säkerhetsbrister, illegal försäljning av alkohol och obeskattad ekonomi. 2016 startades en festival på gatan och 2018 öppnade också den ambitiösa konsertklubben Plan B. 2022 öppnade ytterligare ett kulturhus som kallades Annelundsgården som drevs av samma förening som höll i festivalen. Året därpå infördes det en kulturljudzon som innefattade Norra Grängesbergsgatan och kringliggande kvarter som gick ut på att inga boende får lämna klagomål på höga ljudnivåer. Annelundsgården kommer under 2024 tas över av Plan B.
Norra grängesbergsgatan hade mellan 2007-2009 en egen blogg som drevs av Oskar Ponnert som sedermera blev en bok.

## Gentrifiering
Att festivalen på Norra Grängesbergsgatan fått tillstånd och pengar från Malmö Stad är enligt forskaren i bostadspolitik, Jennie Gustafsson en del i av att gentrifiera gatan vilket egentligen har pågått sedan kulturlivet flyttade in på gatan och tryckte bort organisationer som jobbade med välgörenhet så som härbärgen. Även en del religiösa föreningar har fått flytta på sig. 2022 kunde Laleh Foroughanfar, forskare i urbana studier i sin studie “The street of associations” bekräfta att både Plan B och festivalen på Norra Grängesbergsgatan låg till grund för gentrifieringen.